# Gargrave
Gargrave är en by och en civil parish i North Yorkshire i England. Civil parish har 1 764 invånare (2001).